# Chutes Livingstone
Pour les articles homonymes, voir Livingstone (homonymie).
Les chutes Livingstone, nommées d'après l'explorateur David Livingstone, sont une suite de rapides sur le cours inférieur du fleuve Congo en aval du Pool Malebo en république démocratique du Congo. Le fleuve s'est creusé un lit  à travers la chaîne des Monts de Cristal.

## Description
Les chutes assurent une différence de dénivelé de 270 mètres sur une distance de 350 kilomètres. Elles prennent fin aux environs de Pioka, puis un bief est navigable sur une centaine de kilomètres entre Pioka et Sangila puis les chutes reprennent jusque Matadi .  

## Histoire
En fait, Livingstone ne parcourut jamais cette partie de l'Afrique occidentale.
La présence de ces chutes sur le fleuve a justifié à la fin du XIXe siècle la construction du chemin de fer Matadi-Léopoldville. 
C'est au cours de la descente Africa-Raft de ces rapides que Philippe de Dieuleveult et six de ses coéquipiers disparurent le 6 août 1985 au niveau des chutes d'Inga.